# イージージェット
イージージェット（easyJet）は、イギリスのルートンに本社を置く航空会社。

## 概要
1995年10月18日、キプロス島出身でイージーグループの創設者の実業家ステリオス・ハジ＝イオアヌ（英:Stelios Haji-Ioannou）が設立、同年11月10日より運航を開始した。予約はインターネットと電話のみ、機内食や飲料は有料にするなどサービスの徹底効率化を図り、既存の航空会社と比べて破格の格安運賃で知られる格安航空会社である。
1998年には、スイスのチャーター便航空会社TEA バーゼル(1988年設立)とフランチャイズ契約を結び、同社はイージージェット・スイス（英:easyJet Switzerland）と名を変えて1999年4月より定期便運航を始めた。イージージェット・スイスは現在ジュネーヴに本社を置き、ジュネーヴ国際空港を利用する最大の航空会社である。
2002年に、ライバル会社であったGo flyをブリティッシュ・エアウェイズから買収した。また、2007年10月には、同じくブリティッシュ・エアウェイズ傘下にあるGB Airwaysを約1億ポンドで買収し、2008年3月からイージージェット便として運航を開始した。これによりロンドン・ガトウィック空港への発着枠を増やした。このように、イージージェットは企業買収により経営規模を拡大してきた。
2017年、イギリスのEU離脱に備えて、オーストリアのウイーンにイージージェット・ヨーロッパが設立された。この会社がEUのAir operator's certificate（航空運送事業許可）を保有することで、離脱以降もEU内で従来通り運行することが可能となった。イージージェット・UKから機材の移籍も行われた。 
2024年、イージージェットU24374便がスコーク7700を発信した。Flightradar24の記録によると機体は本来到着予定では無い空港へ着陸した事が分かっている。

## コード
イージージェット・UK
- IATA航空会社コード：U2
- ICAO航空会社コード：EZY
- コールサイン：Easy

イージージェット・スイス
- IATA航空会社コード：DS
- ICAO航空会社コード：EZS
- コールサイン:Topswiss

イージージェット・ヨーロッパ
- IATA航空会社コード：EC
- ICAO航空会社コード：EJU
- コールサイン:ALPINE

## 保有機材

### 運航機材

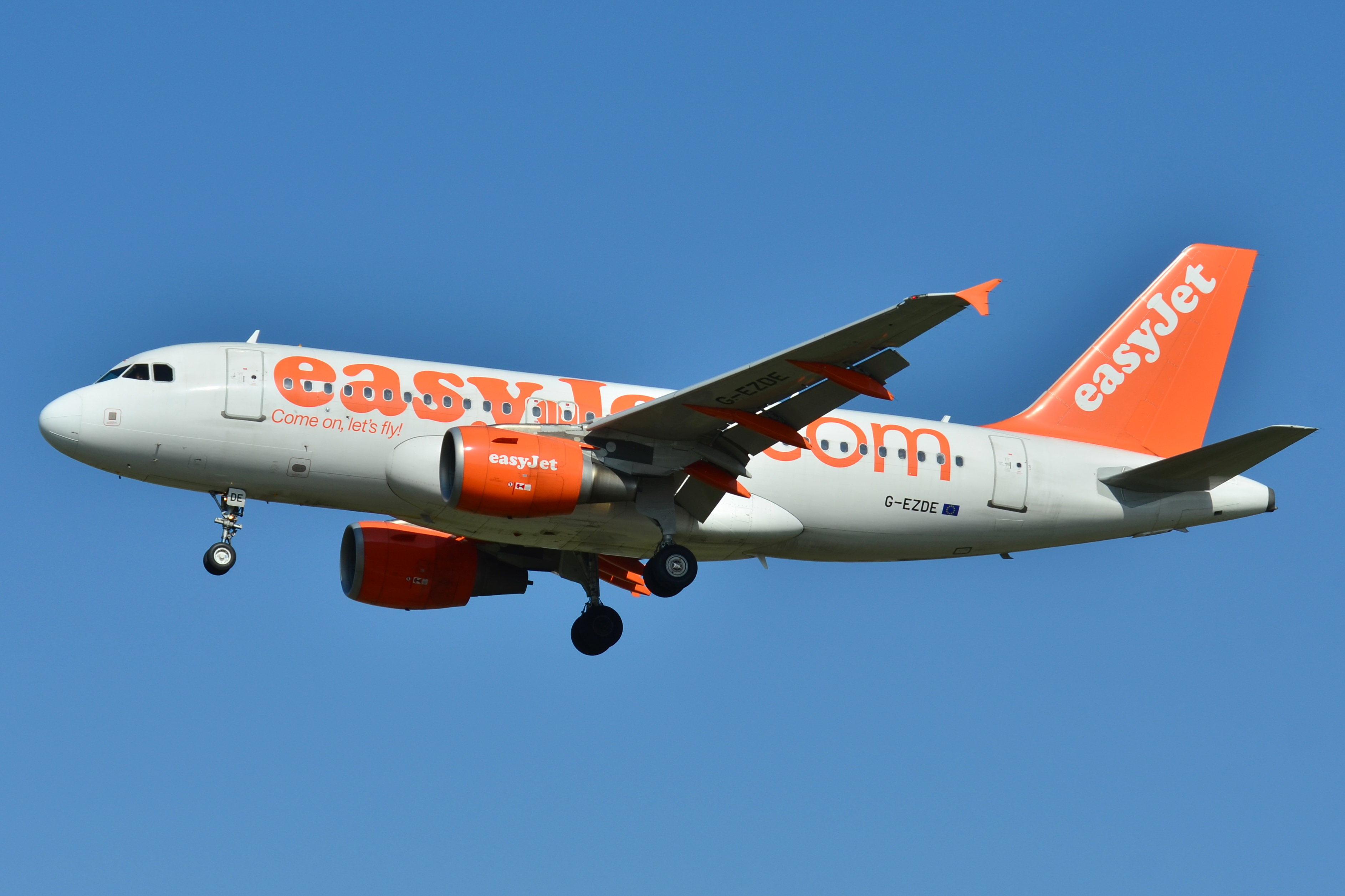
イージージェットのエアバスA319-100

2025年6月現在、イージージェットの機材は以下の通りである。
| 機材                         | 運用数               | 発注数               | 座席数               | 備考                              |
| イージージェット・UK         | イージージェット・UK | イージージェット・UK | イージージェット・UK | イージージェット・UK              |
| ---------------------------- | -------------------- | -------------------- | -------------------- | --------------------------------- |
| エアバスA319-100             | 47                   | -                    | 156                  | エアバスA320neoに準じ置き換え中。 |
| エアバスA320-200             | 82                   | ‐                    | 180                  | うち1機はユーロカー特別塗装機     |
| エアバスA320-200             | 82                   | ‐                    | 186                  | うち1機はユーロカー特別塗装機     |
| エアバスA320neo              | 50                   | 80                   | 186                  | A319-100の後継機                  |
| エアバスA321neo              | 11                   | 20                   | 235                  |                                   |
| 合計                         | 190                  | 100                  |                      |                                   |
| イージージェット・ヨーロッパ |                      |                      |                      |                                   |
| エアバスA319-100             | 35                   | ‐                    | 156                  |                                   |
| エアバスA320-200             | 74                   | ‐                    | 180                  |                                   |
| エアバスA320-200             | 74                   | ‐                    | 186                  |                                   |
| エアバスA320neo              | 18                   |                      | 186                  |                                   |
| エアバスA321neo              | 8                    |                      | 235                  |                                   |
| 合計                         | 135                  |                      |                      |                                   |
| イージージェット・スイス     |                      |                      |                      |                                   |
| エアバスA320-200             | 24                   | ‐                    | 186                  |                                   |
| エアバスA320neo              | 7                    | ‐                    | 156                  |                                   |
| 合計                         | 31                   | 0                    |                      |                                   |

### 退役済機材一覧
- ボーイング737‐200
- ボーイング737-300
- ボーイング737‐700
- ボーイング757‐200
- エアバスA321-200
- ブリティッシュエアロスペースBAe146